# Pakisztán a 2000. évi nyári olimpiai játékokon
Pakisztán az ausztráliai Sydneyben megrendezett 2000. évi nyári olimpiai játékok egyik részt vevő nemzete volt. Az országot az olimpián 6 sportágban 27 sportoló képviselte, akik érmet nem szereztek.

## Atlétika
Férfi
| Versenyző     | Versenyszám | Előfutam | Előfutam | Előfutam | Negyeddöntő | Negyeddöntő | Negyeddöntő | Elődöntő | Elődöntő | Elődöntő | Döntő   | Döntő    |
| Versenyző     | Versenyszám | Idő      | Hely.    | Össz.    | Idő         | Hely.       | Össz.       | Idő      | Hely.    | Össz.    | Idő     | Helyezés |
| ------------- | ----------- | -------- | -------- | -------- | ----------- | ----------- | ----------- | -------- | -------- | -------- | ------- | -------- |
| Maqsood Ahmad | 200 m       | 21,70    | 8.       | 60.      | kiesett     | kiesett     | kiesett     | kiesett  | kiesett  | kiesett  | kiesett | kiesett  |

Női
| Versenyző      | Versenyszám | Előfutam | Előfutam | Előfutam | Elődöntő | Elődöntő | Elődöntő | Döntő   | Döntő    |
| Versenyző      | Versenyszám | Idő      | Hely.    | Össz.    | Idő      | Hely.    | Össz.    | Idő     | Helyezés |
| -------------- | ----------- | -------- | -------- | -------- | -------- | -------- | -------- | ------- | -------- |
| Shazia Hidayat | 1500 m      | 5:07,17  | 14.      | 40.      | kiesett  | kiesett  | kiesett  | kiesett | kiesett  |

## Evezés
Férfi
| Versenyző                      | Versenyszám              | Előfutam | Előfutam | Vigaszág | Vigaszág | Elődöntő | Elődöntő | Elődöntő | Döntő   | Döntő   | Döntő   | Helyezés |
| Versenyző                      | Versenyszám              | Idő      | Hely.    | Idő      | Hely.    | Típus    | Idő      | Hely.    | Típus   | Idő     | Hely.   | Helyezés |
| ------------------------------ | ------------------------ | -------- | -------- | -------- | -------- | -------- | -------- | -------- | ------- | ------- | ------- | -------- |
| Muhammad Akram                 | Egypárevezős             | 7:54,71  | 6.       | 7:51,40  | 5.       | C/D      | 7:45,12  | 5.       | kiesett | kiesett | kiesett | 23.      |
| Zahid Ali Pirzada Hazrat Islam | Könnyűsúlyú kétpárevezős | 7:13,62  | 5.       | 7:13,98  | 4.       |          |          |          | C       | 6:52,12 | 5.      | 17.      |

## Gyeplabda

### Férfi
| Pakisztáni férfi gyeplabdacsapat-játékoskeret                                                                      | Pakisztáni férfi gyeplabdacsapat-játékoskeret |
| --- | --- |
| - Ahmed Alam - Ali Raza - Tariq Imran - Irfan Yousuf - Imran Yousuf - Waseem Ahmad - Muhammad Nadeem - Atif Bashir | - Kamran Ashraf - Muhammad Sarwar - Muhammad Qasim - Sohail Abbas - Muhammad Shafqat Malik - Sameer Hussain - Kashif Jawwad - Muhammad Anis Ahmed |

#### Eredmények
Csoportkör
| Csapat               | M | Gy | D | V | G+ | G– | Gk | P |
| -------------------- | - | -- | - | - | -- | -- | -- | - |
| Pakisztán (PAK)      | 5 | 2  | 3 | 0 | 15 | 6  | +9 | 9 |
| Hollandia (NED)      | 5 | 2  | 2 | 1 | 11 | 8  | +3 | 8 |
| Németország (GER)    | 5 | 2  | 2 | 1 | 7  | 6  | +1 | 8 |
| Nagy-Britannia (GBR) | 5 | 1  | 2 | 2 | 8  | 16 | –8 | 5 |
| Malajzia (MAS)       | 5 | 0  | 4 | 1 | 5  | 6  | –1 | 4 |
| Kanada (CAN)         | 5 | 0  | 3 | 2 | 7  | 11 | –4 | 3 |

| 2000. szeptember 16. 18:30 | Kanada (CAN)              | 2–2   | Pakisztán (PAK)        | Játékvezetők: Han Jin-Soo (KOR), Donald Prior (AUS) |
| 2000. szeptember 16. 18:30 | Pereira 5' · Campbell 22' | (2–2) | Ashraf 16' · Abbas 34' | Játékvezetők: Han Jin-Soo (KOR), Donald Prior (AUS) |

| 2000. szeptember 18. 13:30 | Nagy-Britannia (GBR) | 1–8   | Pakisztán (PAK)                                                      | Játékvezetők: Ray O′Connor (IRL), Eric Denis (BEL) |
| 2000. szeptember 18. 13:30 | Pearn 20'            | (1–4) | Abbas 7', 10', 31' · Nadeem 19', 70+' · Bashir 51', 55' · Sarwar 62' | Játékvezetők: Ray O′Connor (IRL), Eric Denis (BEL) |

| 2000. szeptember 21. 15:30 | Németország (GER) | 1–1   | Pakisztán (PAK) | Játékvezetők: Henrik Ehlers (DEN), Santiago Deo (ESP) |
| 2000. szeptember 21. 15:30 | Domke 19'         | (1–1) | Abbas 30'       | Játékvezetők: Henrik Ehlers (DEN), Santiago Deo (ESP) |

| 2000. szeptember 23. 13:30 | Malajzia (MAS)   | 2–2   | Pakisztán (PAK)         | Játékvezetők: Murray Grime (AUS), Ray O′Connor (IRL) |
| 2000. szeptember 23. 13:30 | Suhaimi 21', 63' | (1–1) | Bashir 24' · Abbas 70+' | Játékvezetők: Murray Grime (AUS), Ray O′Connor (IRL) |

| 2000. szeptember 26. 15:30 | Hollandia (NED) | 0–2   | Pakisztán (PAK)        | Játékvezetők: Santiago Deo (ESP), Han Jin-Soo (KOR) |
| 2000. szeptember 26. 15:30 |                 | (0–1) | Abbas 22' · Jawwad 67' | Játékvezetők: Santiago Deo (ESP), Han Jin-Soo (KOR) |

Elődöntő
| 2000. szeptember 28. 14:00 | Pakisztán (PAK) | 0–1   | Dél-Korea (KOR)    | State Hockey Centre, Sydney Játékvezetők: Peter von Reth (NED), Christian Siebrecht (GER) |
| 2000. szeptember 28. 14:00 |                 | (0–0) | Szong Szongthe 57' | State Hockey Centre, Sydney Játékvezetők: Peter von Reth (NED), Christian Siebrecht (GER) |

Bronzmérkőzés
| 2000. szeptember 30. 17:30 | Pakisztán (PAK)                     | 3–6   | Ausztrália (AUS)                                         | State Hockey Centre, Sydney Játékvezetők: Peter von Roth (NED), Eduardo Ruiz (ARG) |
| 2000. szeptember 30. 17:30 | Bashir 6' · Abbas 46' · Jawwad 70+' | (1–3) | Elder 3', 8', 60' · Davies 30' · Elmer 49' · Brennan 66' | State Hockey Centre, Sydney Játékvezetők: Peter von Roth (NED), Eduardo Ruiz (ARG) |

| Csapat          | Helyezés |
| --------------- | -------- |
| Pakisztán (PAK) | 4.       |

## Ökölvívás
| Versenyző            | Versenyszám  | Selejtező                   | Nyolcaddöntő                 | Negyeddöntő       | Elődöntő          | Döntő             | Helyezés |
| Versenyző            | Versenyszám  | Ellenfél Eredmény           | Ellenfél Eredmény            | Ellenfél Eredmény | Ellenfél Eredmény | Ellenfél Eredmény | Helyezés |
| -------------------- | ------------ | --------------------------- | ---------------------------- | ----------------- | ----------------- | ----------------- | -------- |
| Haider Ali           | Pehelysúly   | Ramaz Paliani (TUR) · 4-5   | kiesett                      | kiesett           | kiesett           | kiesett           | 17.      |
| Syed Asghar Ali Shah | Könnyűsúly   | erőnyerő                    | Tingrán Uzlián (GRE) · 15-17 | kiesett           | kiesett           | kiesett           | 9.       |
| Ghulam Shabbir       | Kisváltósúly | Kelson Pinto (BRA) · 1-17   | kiesett                      | kiesett           | kiesett           | kiesett           | 17.      |
| Ullah Usman          | Váltósúly    | Yovanny Lorenzo (DOM) · 4-5 | kiesett                      | kiesett           | kiesett           | kiesett           | 17.      |

## Sportlövészet
Férfi
| Versenyző    | Versenyszám | Selejtező | Selejtező | Döntő   | Döntő    |
| Versenyző    | Versenyszám | Pont      | Helyezés  | Pont    | Helyezés |
| ------------ | ----------- | --------- | --------- | ------- | -------- |
| Khurram Inam | Skeet       | 119       | 23.*      | kiesett | kiesett  |

* - nyolc másik versenyzővel azonos eredményt ért el

## Úszás
Férfi
| Versenyző          | Versenyszám    | Előfutam | Előfutam | Előfutam | Elődöntő | Elődöntő | Elődöntő | Döntő   | Döntő    |
| Versenyző          | Versenyszám    | Idő      | Hely.    | Össz.    | Idő      | Hely.    | Össz.    | Idő     | Helyezés |
| ------------------ | -------------- | -------- | -------- | -------- | -------- | -------- | -------- | ------- | -------- |
| Kamal Salman Masud | 100 m pillangó | 1:00,60  | 7.       | 61.      | kiesett  | kiesett  | kiesett  | kiesett | kiesett  |